# University College de Londres
L'Escola Universitària de Londres (en anglès University College of London), també coneguda com a UCL és una universitat situada a Londres, Regne Unit. Forma part de la Universitat de Londres, així com de les xarxes del Grup Russell i de la LERU.

## Història

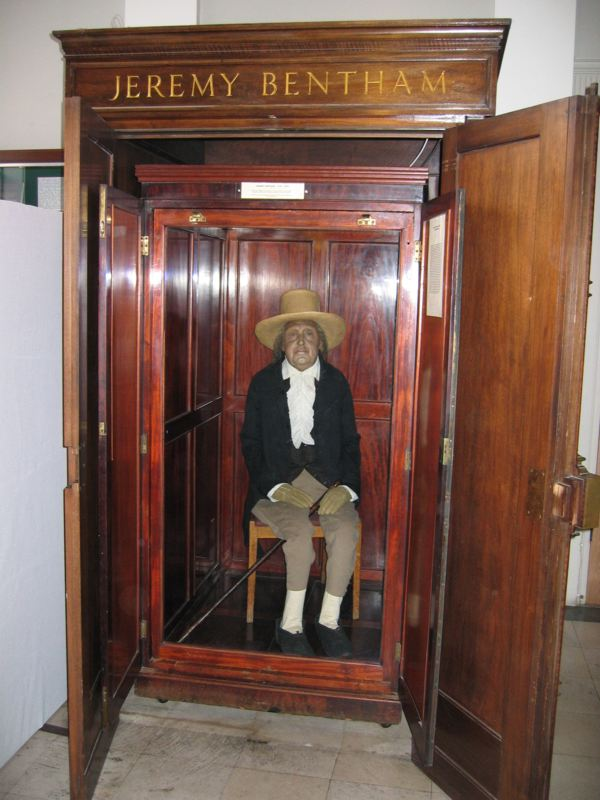
L'Auto-icon de Jeremy Bentham.

Fundada el 1826, la UCL és la tercera institució d'educació superior més antiga d'Anglaterra, per darrere d'Oxford i Cambridge. Per contra, és la primera que va constituir-se sobre base secular i va admetre alumnes amb independència de les seves creences religioses, així com la primera a admetre dones. El filòsof Jeremy Bentham és considerat el pare espiritual de la institució. Des de 1850 allà es conserva el conegut Auto-icon, que conserva l'esquelet i el cap dissecats, a banda de roba original de la seva pròpietat.
El 1836 es va convertir en una de les escoles independents (colleges) que fundaren la Universitat de Londres. El 1907 la UCL va perdre la seva independència dins de la Universitat de Londres, però va recuperar-la als anys 70.

## Instal·lacions
La major part de l'escola es troba a Bloomsbury, al centre de Londres, a Gower Street. L'edifici principal es terminà de construir el 1985, després de 158 anys del seu començament. Les estacions més properes de Metro són: Euston, Euston Square i Warren Street.
La seva biblioteca és una de les més importants del país. Entre d'altres, conserva una primera edició dels Principia Mathematica d'Isaac Newton.